# Когато я обичаш
„Когато я обичаш“ (на турски: Erkek Severse) е турски драматичен сериал, излъчващ се премиерно през 2022 г.

## Актьорски състав
- Алперен Дуймаз – Кенан Аджарсой
- Бюшра Девели – Зейнеп Уйсал
- Ясемин Аллен – Йелда Сипахи
- Гьоркем Севиндик – Октай Дурмаз
- Яъз Джан Конялъ – Дженк Дьонмез
- Аслъ Сюмен – Езги Уйсал
- Толга Гюлеч – Хакан
- Асена Тууал – Ъшъл
- Ертугрул Постоолу- Нихат
- Чааръ Чътанак – Мете Егемен
- Серен Дениз Ялчън – Сена
- Едже Йоздикиджи – Джансу Акарсой
- Бахар Сюер – Демет
- Тахир Йълмаз – Джунейт
- Айше Акън – Шейма
- Бетюл Аръм – Нермин

## Сюжет
Зейнеп (Бюшра Девели) се омъжва за студентската си любов Октай (Гьоркем Севиндик), но няколко години по-късно открива, че той ѝ изневерява. Огорчена, тя прекратява брака им и започва да отглежда и издържа сама двете им деца. Зейнеп губи вяра в мъжете и затваря сърцето си за нова любов, докато един ден пътят ѝ не се пресича с този на успешния мениджър Кенан (Алперен Дуймаз). Той също изпитва недоверие към жените и е подозрителен към намеренията им, но възгледите му се променят след запознанството му със самотната майка.
Пътят към любовта им обаче се оказва трънлив и осеян с перипетии, тъй като користната Йелда (Ясемин Аллен) вече е набелязала Кенан и възнамерява на всяка цена да се омъжи за него. От друга страна, щом Октай разбира, че Зейнеп отново е на крилете на любовта, се зарича да си я върне обратно с цената на всичко.

## Излъчване
| Сезон | Епизоди | Начало на сезона | Край на сезона | Всички епизоди | ТВ сезон | ТВ Канал     |
| ----- | ------- | ---------------- | -------------- | -------------- | -------- | ------------ |
| 1     | 26      | 20 януари 2022   | 14 април 2022  | 1 – 26         | 2022     | beIN CONNECT |

## Излъчване в България
| Сезон | Епизоди | Начало на сезона   | Край на сезона  | Всички епизоди | ТВ сезон | ТВ канал | Дата и час              |
| ----- | ------- | ------------------ | --------------- | -------------- | -------- | -------- | ----------------------- |
| 1     | 26      | 2 февруари 2023 г. | 10 март 2023 г. | 1 – 26         | 2023 г.  | bTV Lady | всеки делник (21/20:00) |

## В България
В България сериалът започва излъчване на 14 ноември 2021 г. по интернет платформата на bTV Voyo.bg. На 2 февруари 2023 г. започва излъчване по bTV Lady и завършва на 10 март. На 20 юли 2024 г. започва повторение по обновения bTV Story и завършва на 31 август. Дублажът е на студио Медиа Линк. Ролите се озвучават от Мина Костова, Ирина Маринова, Петя Абаджиева, Васил Бинев и Мартин Герасков.